# 925 Alphonsia
925 Alphonsia, asteroid glavnog pojasa. Otkrio ga je Josep Comas Solà, 13. siječnja 1920.

## Vanjske poveznice
- Minor Planet Center